# Vangelo greco degli Egiziani
Il Vangelo greco degli Egiziani è un vangelo gnostico in lingua greca, composto tra la metà del I secolo e la metà del II secolo, più probabilmente nel tardo I secolo o agli inizi del II. Andato perduto, se ne sono conservate solo indirette citazioni di alcuni Padri della Chiesa (Clemente Alessandrino, Ippolito di Roma ed Epifanio di Costantinopoli).
Diffuso in Egitto nel II e III secolo, fu utilizzato dagli Encratiti per sostenere le loro posizioni su temi quali il rifiuto del matrimonio; il vangelo è infatti caratterizzato da un notevole ascetismo sessuale e dalla necessità di rimuovere le differenze sessuali (caratteristica che condivide con alcuni logia del Vangelo di Tommaso, come il 37 e il 114).
Non va confuso con un altro Vangelo degli Egiziani di matrice gnostica, il Vangelo copto degli Egiziani.

## Datazione e attestazioni
La data di composizione più antica potrebbe essere la metà del I secolo, quando si formarono alcuni detti inclusi sia nel Vangelo degli Egiziani che nelle lettere paoline (come Prima lettera ai Corinzi 12:13); la data più tarda è la metà del II secolo, quando il Vangelo fu utilizzato da alcuni gruppi gnostici e fu poi per questo motivo citato dagli scrittori egiziani. In base a considerazioni morfologiche, la datazione più probabile è tra la fine del I secolo e l'inizio del II, tuttavia gli scopritori dei frammenti di Ossirinco, Bernard Grenfell e Arthur S. Hunt, lo datano agli inizi del II secolo, pur sottolineando che una parte dei detti qui contenuti possono essere parte di una tradizione indipendente alla quale hanno attinto gli stessi vangeli canonici del I secolo. Anche altri autori propendono per il II secolo.
Il Vangelo degli Egiziani era noto a Clemente Alessandrino, che ne riporta alcuni brani nella sua opera Stromata, citazioni che costituiscono la gran parte dei brani conservatisi; anche Ippolito di Roma lo conosceva, collegandolo alla setta dei Naasseni. L'eresiologo del IV secolo Epifanio di Costantinopoli affermò che ne facevano uso i Sabelliani; questo collegamento confermerebbe la datazione al II secolo dell'opera, confermata anche dall'uso del termine "logos" come appellativo del Cristo e frutto dell'influenza del Vangelo secondo Giovanni.

## Contenuto
Data la natura frammentaria e il fatto che i frammenti conservatisi sono quelli contenuti in opere che confutavano il Vangelo stesso, non è possibile farsi un'idea generale e completa dell'opera.
I frammenti preservatisi riportano un dialogo di Gesù risorto presso il sepolcro con la discepola Salome: «ciascun frammento sostiene l'ascetismo sessuale come mezzo per interrompere il ciclo letale di nascita e per superare le differenze peccaminose tra maschio e femmina, permettendo a tutti di tornare a quello era inteso come il loro stato primordiale ed androgino».
La stessa teologia si riflette in una reinterpretazione del racconto della creazione e della caduta dell'uomo come riportato dalla Genesi: in base al Vangelo degli Egiziani la creazione della donna, con la conseguente differenziazione dei sessi, aveva causato la rottura dell'unità dell'uomo, la cui ricomposizione, ottenuta attraverso la rimozione dei corpi e la riunione dei sessi, era l'essenza della salvezza.